# Лоудон, Элси
Элси Лоудон (англ. Elsie Lowdon, полное имя Elsie Motz Lowdon; 1882—1960) — американская художница-миниатюрист.

## Биография

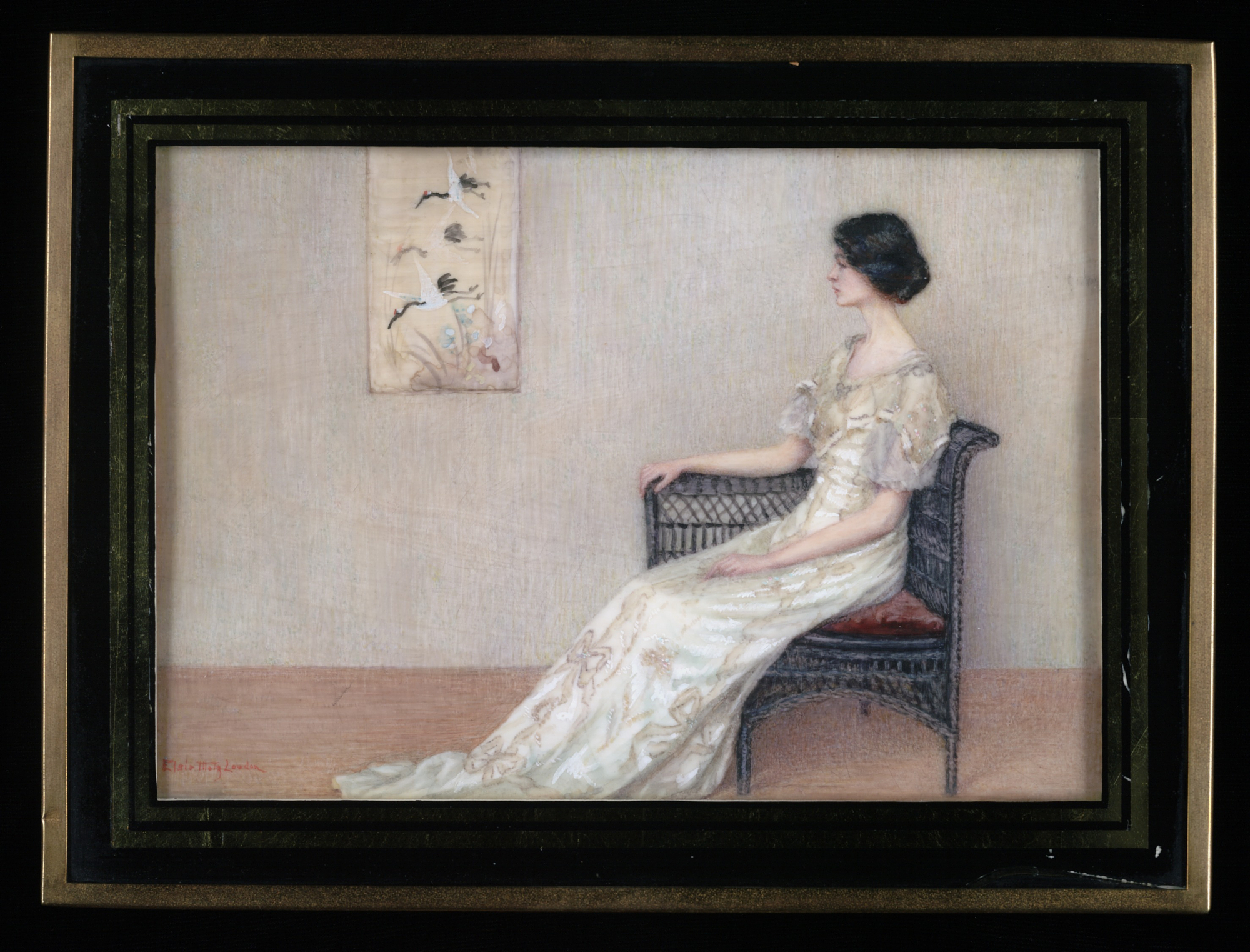
Работа Элси Лоудон Perdita

Родилась 10 декабря 1882 года в городе
Уэйко, штат Техас, в семье Чарльза Мотца и его жены Мэри Френч Бойд.
В этом городе провела юность, затем училась у Элеоноры Рэгг (Eleanor Wragg) в Университете Бейлора. Переехав после этого в Нью-Йорк, брала дополнительные уроки у Люсии Фуллер и Элси Патти.
Элси Лоудон выставляла свои работы в Нью-Йорке, Атланте и Вашингтоне, а также в её родном штате, где она была участницей выставки Texas Centennial Exposition в 1936 году. Также она экспонировалась на Панамо-Тихоокеанской международной выставке в 1915 году. Кроме портретной живописи, писала интерьерные и жанровые сцены.
Умерла 19 мая 1960 года в Форт-Уэрте и была похоронена в городе Абилин (оба в штате Техас) на кладбище Abilene Municipal Cemetery.